# 古德曼 (密蘇里州)
古德曼（英語：Goodman）是位於美國密蘇里州麥克唐納縣的城市。

## 人口
根據2020年美國人口普查的數據，古德曼的面積為3.44平方千米，皆為陸地。當地共有人口1202人，而人口密度為每平方千米349人。